# 小野村 (山口県厚狭郡)
小野村（おのそん）は、かつて山口県厚狭郡に存在した村。
1954年（昭和29年）10月1日に宇部市との編入合併で消滅した。現在は宇部市北部の一地域（小野）となっている。

## 地理
厚東川の左岸に集落が点在しており、山あいの盆地に田園地帯が広がる。宇部市への編入合併前にダム湖の完成により集団移転で生まれた集落が現在の中心地区となっている。

## 歴史
- 1889年（明治22年）4月1日 - 町村制の施行により、藤河内村・棯小野村・小野村・櫟原村・如意寺村の区域をもって発足。
- 1949年（昭和24年） - 厚東川ダムが完成、当時の中心地区にあった169戸が湖畔に集団移転。
- 1954年（昭和29年）10月1日 - 宇部市に編入。同日小野村廃止。